# (23444) Kukučín
(23444) Kukučín est un astéroïde de la ceinture principale.

## Description
(23444) Kukučín est un astéroïde de la ceinture principale. Il fut découvert le 5 octobre 1986 à Piwnice par Milan Antal. Il présente une orbite caractérisée par un demi-grand axe de 2,56 UA, une excentricité de 0,19 et une inclinaison de 7,4° par rapport à l'écliptique.

## Compléments
Il a été nommé à la mémoire de l'écrivain slovaque Martin Kukučín (de son vrai nom Matej Bencúr, 1860-1928), grand romancier réaliste de la littérature slovaque. Il passa une partie de sa vie au Chili et en Argentine, ainsi qu'en Croatie (sur l'île de Brač), où il mourut. Kukučín était également enseignant et médecin .